# Cool Racing
Cool Racing est une écurie de sport automobile suisse. Elle a été fondée par Patrick Barbier et Alexandre Coigny en 2017. Nicolas Lapierre en est le directeur depuis janvier 2021.

## Histoire

### 2017
En 2017, Cool Racing, en prenant comme partenaire technique la structure française GPC Motorsport, s'est engagé dans le championnat European Le Mans Series dans la catégorie LMP3 avec une Ligier JS P3 ainsi qu'en Michelin Le Mans Cup. La Ligier JS P3 qui participa au championnat Michelin Le Mans Cup était auparavant engagée par le Duqueine Engineering lors du championnat European Le Mans Series 2016. La voiture prenant part aux European Le Mans Series était quant à elle neuve et venait directement des ateliers Onroak Automotive. L'écurie a comme objectif a terme de participer aux 24 Heures du Mans dans la catégorie LMP2. Pour cette première saison, elle engage un trio de pilotes suisse composé d'Iradj Alexander, Gino Forgione et Alexandre Coigny. Pour cette saison d'apprentissage, la voiture a vu le drapeau à damier en 5 occasions sur les 6 manches auxquelles elle avait participé réalisées et se classa en 16e position du championnat avec 3 points

### 2018

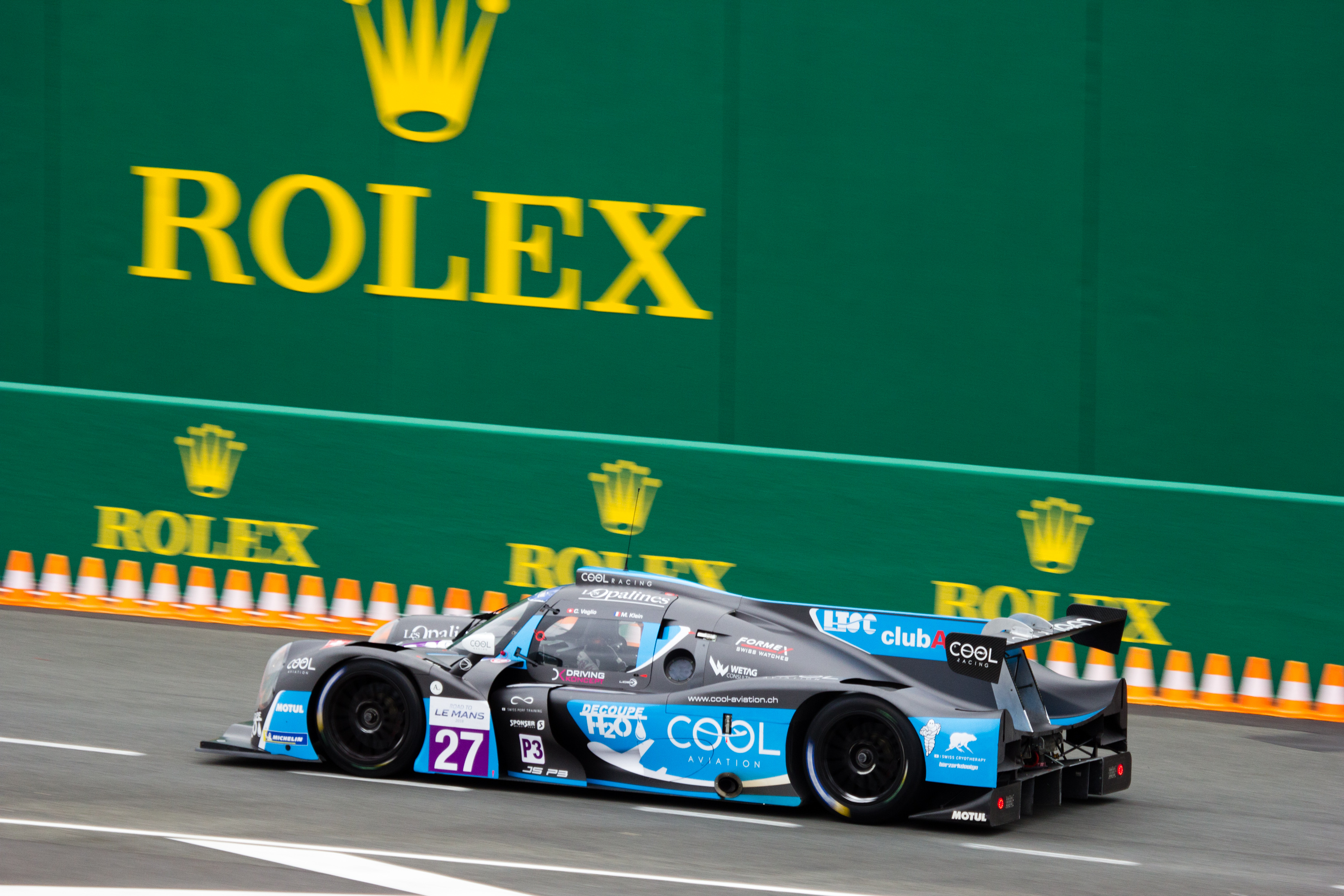
La Ligier JS P3 de l'écurie Cool Racing lors du Road to Le Mans.

Pour cette nouvelle saison, en plus de l'engagement du Cool Racing en European Le Mans Series et en Michelin Le Mans Cup, l'écurie a également participé au Championnat VdeV, ainsi que le Championnat de France FFSA GT

### 2019

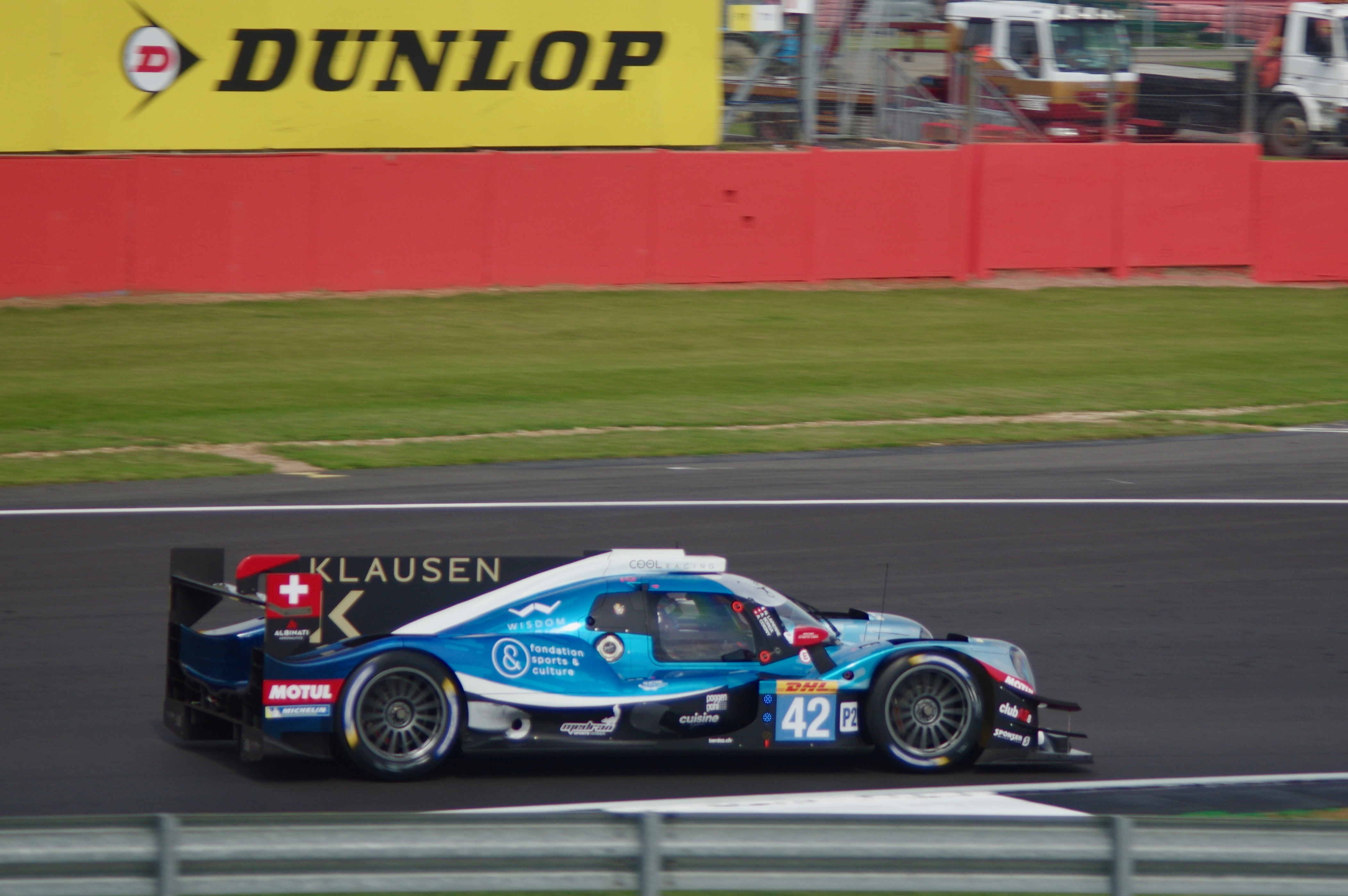
L'Oreca 07 de l'écurie Cool Racing lors des 4 Heures de Silverstone.

Pour la troisième année d'existence de l'écurie, l'équipé a franchi un pas en passant de la catégorie LMP3 à la catégorie LMP2 avec une Oreca 07. Pour ce passage à la catégorie supérieure, l'écurie a bénéficié le renfort d'un pilote d'expérience avec l'arrivée de Nicolas Lapierre afin de la faire progresser plus rapidement,. Pour la première manche de la saison, les 4 Heures du Castellet, l'écurie réalisa une bonne séance de qualification et positionna l'Oreca 07 en 4e position à 0 s 283 de la pole position. Pour la course, le pilote bronze de l'écurie, Alexandre Coigny, a pris le départ dans une position qui n'était pas facile pour lui du fait de son inexpérience à ce niveau. Antonin Borga et Nicolas Lapierre prirent ensuite le relais afin de faire passer la voiture en 7e position sous le drapeau à damier à plus d'un tour du vainqueur. Pour la seconde manche de la saison, les 4 Heures de Monza, les progrès réalisé par l'écurie ont permis d'obtenir la pole position. Malheureusement, comme lors de la manche précédente, la voiture n'a pas été aussi performante en course et elle boucla l'épreuve en 8e position à plus d'un tour du vainqueur. Lors des 24 Heures du Mans, la liste provisoire des engagés pour le prochain Championnat du monde d'endurance FIA a fait apparaitre le Cool Racing comme écurie participant au championnat. Pour les 4 Heures de Barcelone, comme depuis le début de la saison, l'écurie a été performante et plaça sa voiture en 2e position sur la grille de départ. La course a été bonne et pour la première fois de son existence, une voiture de l'écurie est monté sur le podium en 3e position.

### 2020

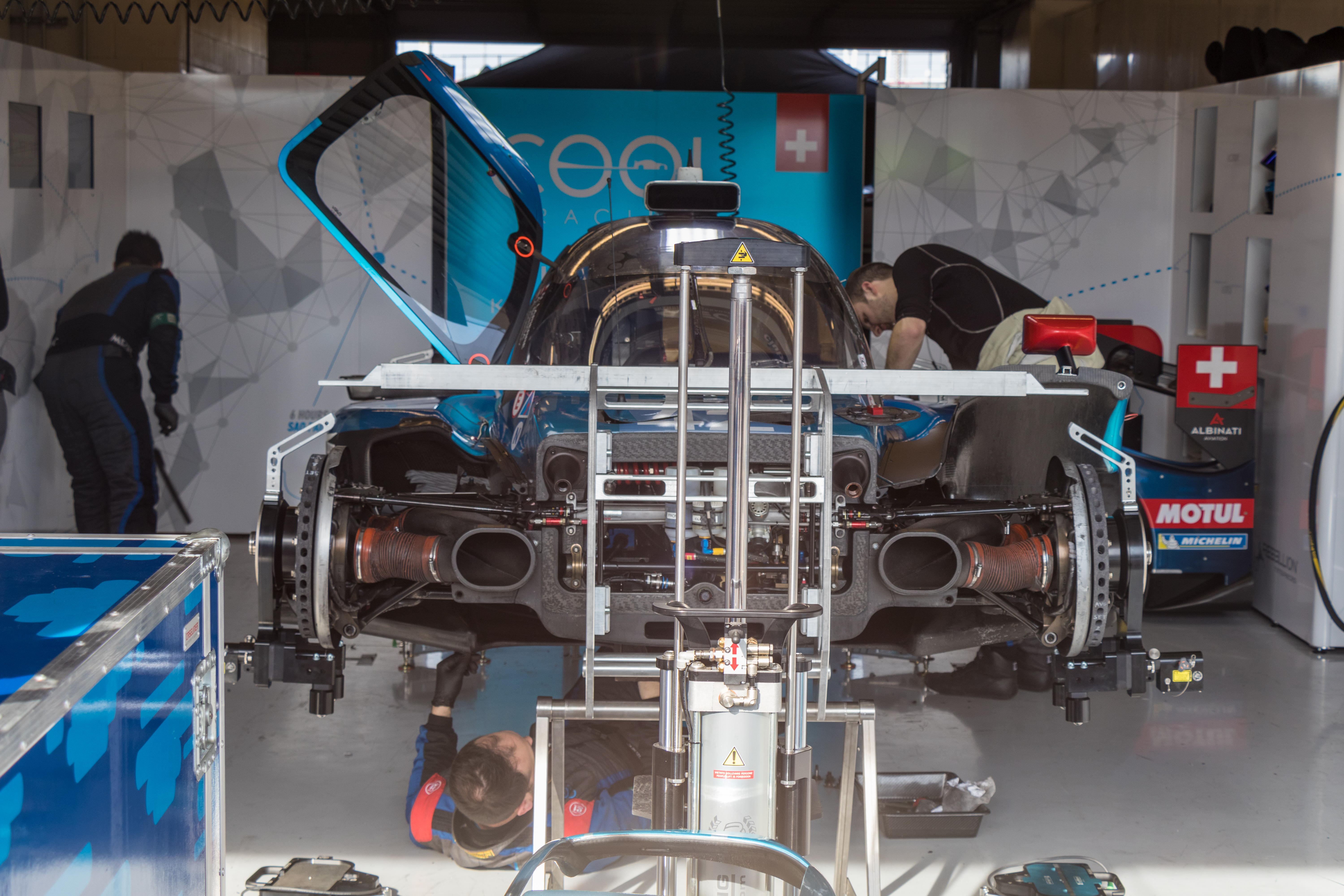
L'Oreca 07 de l'écurie Cool Racing lors des Lone Star Le Mans

### 2021
En 2021, L'écurie helvétique s'est de nouveau engagée dans le championnat European le Mans Series. La nouveauté par rapport aux années précédentes était l'engagement de 2 voitures, l'une en catégorie LMP3 et la seconde en catégorie LMP2. L'Oreca 07 avait été confiée aux pilotes Antonin Borga, Alexandre Coigny et Nicolas Lapierre. À partir des 4 Heures de Spa-Francorchamps, à la suite du passage d'Antonin Borga en statut gold, il fut remplacé par le jeune pilote français Charles Milesi. Les performances de l'écurie ont ainsi fortement évoluées en LMP2 car Charles Milesi signa les poles positions des deux dernières manches de la saison lors des 4 Heures de Spa-Francorchamps et des 4 Heures de Portimão. La voiture LMP2 finira au pied du podium aux 4 Heures de Spa-Francorchamps en 4e position et en 6e position aux 4 Heures de Portimão. Cela avait permis à l'écurie de marquer 25 points et de finir en 11e position du championnat LMP2. 
En parallèle de cette catégorie, l'écurie helvète avait également engagé une Ligier JS P320 dans la catégorie LMP3 du championnat European le Mans Series. La voiture avait été confiée aux pilotes Matthew Bell, Niklas Krütten et Nicolas Maulini. Le championnat avait très bien commencé pour cette voiture avec deux victoires lors des deux premières manches du championnat, les 4 Heures de Barcelone et les 4 Heures du Red Bull Ring et deux secondes places lors des 4 Heures du Castellet et des 4 Heures de Spa-Francorchamps et cela avait positionné l'équipe en première place avant la dernière manche du championnat, les 4 Heures de Portimão. Malheureusement, une 8e place priva l'écurie du titre pour une différence d'un point au classement général.

### 2022
En 2022, après avoir manqué le titre en European Le Mans Seriesdans la catégorie LMP3 d'un point, l'écurie s'était de nouveau engagé dans ce championnat dans l'espoir de remporter la couronne. Pour cela, elle avait engagé une Ligier JS P320 avec comme pilotes Mike Benham,  Malthe Jakobsen et Maurice Smith

## Résultats en compétition automobile

### European Le Mans Series

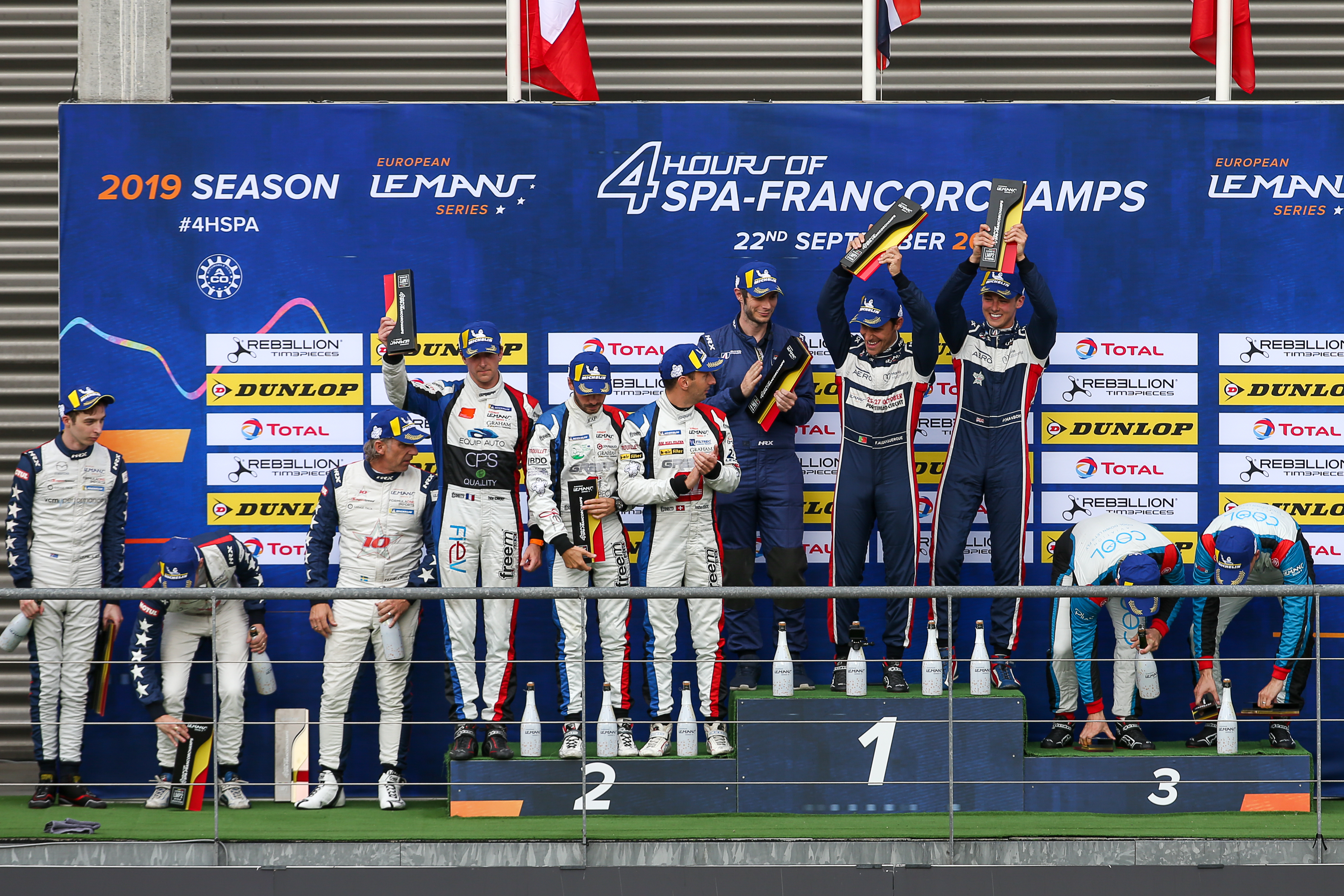
Podium des 4 Heures de Spa-Francorchamps 2019

| Année | Classe | no | Voiture        | Pneus | 1                 | 2                 | 3                 | 4                 | 5                 | 6                 | Total | Pos. |
| ----- | ------ | -- | -------------- | ----- | ----------------- | ----------------- | ----------------- | ----------------- | ----------------- | ----------------- | ----- | ---- |
| 2017  | LMP3   | 4  | Ligier JS P3   | M     | SIL gén:31 cls:14 | MON gén:31 cls:14 | RBR NC            | LEC gén:28 cls:10 | SPA gén:27 cls:12 | POR gén:24 cls:11 | 3     | 16e  |
| 2018  | LMP3   | 4  | Ligier JS P3   | M     | LEC gén:25 cls:10 | MON gén:23 cls:9  | RBR gén:29 cls:10 | SIL gén:23 cls:11 | SPA gén:19 cls:6  | POR gén:30 cls:13 | 9     | 13e  |
| 2019  | LMP2   | 37 | Oreca 07       | M     | LEC 7             | MON 8             | BAR 3             | SIL Abd.          | SPA 2             | ALG 14            | 44.5  | 7e   |
| 2020  | LMP2   | 37 | Oreca 07       | M     | LEC 4             | SPA 10            | LEC 12            | MON 4             | POR 6             |                   | 28,5  | 7e   |
| 2021  | LMP2   | 37 | Oreca 07       | M     | BAR 10            | RBR 10            | LEC 12            | MON 12            | SPA 4             | POR 6             | 15    | 11e  |
| 2021  | LMP3   | 19 | Ligier JS P320 | M     | BAR 1             | RBR 1             | LEC 2             | MON 4             | SPA 2             | POR '8            | 104   | 2e   |
| 2022  | LMP2   | 37 | Oreca 07       | M     | LEC DNF           | IMO 3             | MON               | BAR               | SPA               | POR               | *     | *    |
| 2022  | LMP3   | 17 | Ligier JS P320 | M     | LEC 1             | IMO 4             | MON               | BAR               | SPA               | POR               | *     | *    |
| 2022  | LMP3   | 27 | Ligier JS P320 | M     | LEC 3             | IMO 3             | MON               | BAR               | SPA               | POR               | *     | *    |

N.B. * Saison en cours. Les courses en " gras  'indiquent une pole position, les courses en "italique" indiquent le meilleur tour de course.

### Championnat du monde d'endurance FIA
(Les courses en gras indiquent la pole position) (Les courses en italiques indiquent le meilleur temps)
| Année   | Voiture  | Moteur                     | Classe | Pneus | 1     | 2     | 3        | 4     | 5     | 6     | 7     | 8   | Position | Points |
| ------- | -------- | -------------------------- | ------ | ----- | ----- | ----- | -------- | ----- | ----- | ----- | ----- | --- | -------- | ------ |
| 2019–20 | Oreca 07 | Gibson GK428 4,2 l V8 Atmo | LMP2   | M     | SIL 1 | FUJ 5 | SHA Abd. | BHR 6 | COA 4 | SPA 2 | LMS 4 | BHR | 6e       | 103    |

## Pilotes
- Iradj Alexander (2017-2018)
- Scott Andrews (2018)
- Ben Barnicoat (2020)
- Matt Bell (2020-2021)
- Mike Benham (2022)
- Victor Blugeon (2019)
- Antonin Borga (2018-2021)
- Romain Carton (2019)
- Edouard Cauhaupé (2020)
- Philippe Cimadomo (2019)
- Alexandre Coigny (2017-2021)
- Clément Dub (2018)
- Laurent Dub (2018)
- Gino Forgione (2017)
- Malthe Jakobsen (2022)
- Marvin Klein (2018)
- Gerald Kraut (2018)
- Niklas Krütten (2021)
- Nicolas Lapierre (2019-2021)
- Nicolas Maulini (2020-2021)
- Charles Milesi (2021)
- Nicolas Rondet (en) (2019)
- Cyril Saleilles (2018)
- John Schauerman (2019)
- Maurice Smith (2019-2020, 2022)
- Christian Vaglio (2018)